# Gerard Baldwin
Pour les articles homonymes, voir Baldwin.
Gerard Baldwin est un réalisateur et producteur américain né 7 janvier 1929 à New York, État de New York (États-Unis) et mort le 18 avril 2018 à Houston, État du Texas (États-Unis).

## Filmographie

### Comme réalisateur
- 1959 : Rocky and His Friends (série télévisée)
- 1961 : The Bullwinkle Show (série télévisée)
- 1964 : Linus the Lionhearted (série télévisée)
- 1967 : Georges de la jungle (série télévisée)
- 1977 : Halloween Is Grinch Night (TV)
- 1980 : Pontoffel Pock, Where Are You? (TV)

### Comme producteur
- 1981 : Les Schtroumpfs / Johan et Pirlouit (The Smurfs) (TV)
- 1982 : The Smurf Springtime Special (TV)
- 1986 : Galaxy High School (série télévisée)
- 1987 : Les Bioniques (Bionic Six) (série télévisée)